# Збірна Буркіна-Фасо з футболу
Збі́рна Буркіна́-Фасо́ з футбо́лу — команда, яка представляє Буркіна-Фасо на міжнародних турнірах і матчах з футболу. Керівна організація — Федерація футболу Буркіна-Фасо. До 1984 року виступала під назвою збірна Верхньої Вольти. У 2013 грала у фіналі Кубку африканських націй.

## Чемпіонат світу
- 1930–1974 — не брала участі
- 1978 — не пройшла кваліфікацію
- 1982 — не брала участі
- 1986 — не брала участі
- 1990 — не пройшла кваліфікацію
- 1994 — відмовилась від участі
- 1998–2022 — не пройшла кваліфікацію

## Кубок Африки
| - 1957–1965 — не брала участі - 1968 — не пройшла кваліфікацію - 1970 — не брала участі - 1972 — не брала участі - 1974 — не пройшла кваліфікацію - 1976 — не брала участі - 1978 — груповий турнір - 1980 — не брала участі - 1982 — не пройшла кваліфікацію - 1984–1988 — не брала участі - 1990 — не пройшла кваліфікацію - 1992 — не пройшла кваліфікацію - 1994 — вийшла із змагань під час кваліфікації - 1996 — груповий турнір - 1998 — четверте місце |  | - 2000 — груповий турнір - 2002 — груповий турнір - 2004 — груповий турнір - 2006 — не пройшла кваліфікацію - 2008 — не пройшла кваліфікацію - 2010 — груповий турнір - 2012 — груповий турнір - 2013 — друге місце - 2015 — груповий турнір - 2017 - третє місце - 2019 - не прошла кваліфікацію - 2021 - четверте місце - 2023 — 1/8 фіналу - 2025 |  |